# Cigaleuh
Cigaleuh is een bestuurslaag in het regentschap Majalengka van de provincie West-Java, Indonesië. Cigaleuh telt 3714 inwoners (volkstelling 2010).